# Eyes Wide Open (Sabrina Carpenter)
Eyes Wide Open è il primo album in studio della cantante statunitense Sabrina Carpenter, pubblicato il 14 aprile 2015 dalla Hollywood Records.

## Tracce
1. Eyes Wide Open – 3:12 (Jerrod Bettis, Audra Mae, Meghan Kabir)
2. Can't Blame a Girl for Trying – 2:49 (Meghan Trainor, Al Anderson, Chris Gelbuda)
3. The Middle of Starting Over – 3:32 (Jim McGorman, Robb Vallier, Michelle Moyer)
4. We'll Be the Stars – 3:06 (Skyler Stonestreet, Cameron Walker, Steven Solomon)
5. Two Young Hearts – 3:53 (Audra Mae, Ryan McMahon, Ben Berger)
6. Your Love's Like – 3:29 (Matthew Tishler, Philip Bentley, Lindsey Lee, Sabrina Carpenter)
7. Too Young – 4:14 (Sabrina Carpenter, Jon Ingoldsby)
8. Seamless – 3:06 (Sabrina Carpenter, Jon Levine, Chelsea Lena)
9. Right Now – 3:35 (Sabrina Carpenter, Jordan Higgins, Lindsay Rush)
10. Darling I'm a Mess – 2:59 (Meghan Trainor, Lily Harrington)
11. White Flag – 3:18 (Cara Salimando, Scott Harris, Matt Squire)
12. Best Thing I Got – 3:19 (John Gordon, Julie Frost)

## Cassifiche
| Classifiche (2015) | Posizione massima |
| ------------------ | ----------------- |
| Stati Uniti        | 43                |